# Чхве Се Бін
Чхве Се Бін (11 серпня 2000 , Сувон ) — південнокорейська фехтувальниця на шаблях, срібна призерка Олімпійських ігор 2024 року, чемпіонка Азії.

## Виступи на Олімпіадах
| Олімпіада  | Дисципліна          | Місце |
| ---------- | ------------------- | ----- |
| Париж 2024 | індивідуальна шабля | 4     |
| Париж 2024 | командна шабля      | 2     |